# 5872 Sugano
5872 Sugano è un asteroide della fascia principale. Scoperto nel 1989, presenta un'orbita caratterizzata da un semiasse maggiore pari a 2,2490899 UA e da un'eccentricità di 0,1332145, inclinata di 6,61262° rispetto all'eclittica.
L'asteroide è dedicato all'astrofilo giapponese Matsuo Sugano.